# Jenaz
Jenaz (Reto-Romaans: Gianatsch; Italiaans (verouderd): Giovannaccio of Giannino) is een gemeente en plaats in het Zwitserse kanton Graubünden, en maakt deel uit van het district Prättigau/Davos.
Jenaz telt 1148 inwoners.